# 豐野站 (北海道)

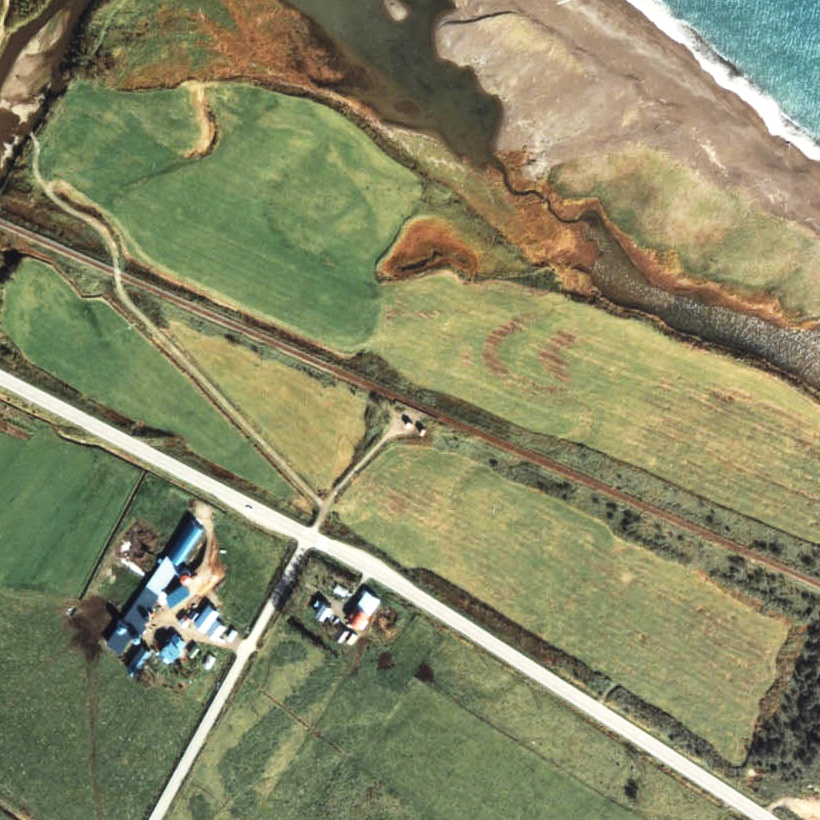
1978年的豐野站與方圓約500米範圍。右邊是紋別方向。周邊都是牧草地帶和民居。周邊路段沒有防風雪措施，海邊的風會正面吹向路線上。

豐野站（日语：／ Toyono eki */?）是位於北海道紋別郡興部町字豐野，北海道旅客鐵道（JR北海道）的名寄本線車站（廢站）。隨著名寄本線廢線，車站在1989年（平成元年）5月1日廢除。
部分普通列車通過此站，截至1989年4月30日（廢除前的時間表），下行3班和上行2班列車通過此站。

## 歷史
- 1947年（昭和22年）2月11日 - 運輸省名寄本線豐野臨時乘降場（局（日语：鉄道管理局）設定）啟用。
- 1949年（昭和24年）6月1日 - 日本國有鐵道成立，成為日本國有鐵道車站。
- 1950年（昭和25年）1月15日 - 升級至車站，名為豐野站[2]。當時可處理乘客和行李[2]。
- 1959年（昭和34年）6月1日 - 成為無人車站。不再處理行李。
- 1987年（昭和62年）4月1日 - 伴隨國鐵分割民營化，車站由北海道旅客鐵道（JR北海道）營運。
- 1989年（平成元年）5月1日 - 名寄本線全線廢除，此站也廢除。

## 車站構造
截至車站廢除前，車站是一座地面車站，設有1面1線的單式月台。月台位於站內西南方（遠輕方向的列車會開啟右邊車門）。
此站是無人車站，沒有車站大樓，只有兩座木製候車室。月台與道路相同高度。

## 站名的由來
車站名稱取自所在地名。當地原本稱呼該地點為「留露千（るろち）」，後來由於該地名難讀的關係，因此改名為「豐野」，以希望該處「有一個豐裕的田野」。

## 車站周邊
- 國道238號（日语：国道238号）（鄂霍次克國道）[5]
- 興部豐野竪穴住居蹟 - 北海道指定史跡。
- 瑠橡川[5]
- 北紋巴士（日语：北紋バス）「豐野」巴士站

## 現況
截至2001年（平成13年）月台還存在。車站遺址還有一些古老路軌遺蹟。截至2011年（平成23年）也是同樣，當時可確認路軌遺址。車站遺址變成空地。截至2017年（平成29年）7月，連接車站的小路放置了「不准進入」的路牌。

## 相鄰車站
北海道旅客鐵道（JR北海道）
名寄本線
旭丘－豐野－沙留

## 注腳
1. ↑  太田幸夫. . 富士Comtem. 2004-2: 220. ISBN 978-4893915498 （日语）.
2. 1 2  「日本国有鉄道公示第2号」《官報》1950年1月9日（國立國會圖書館數碼化收藏）
3. 1 2 3  宮脇俊三 (编). . 原田勝正. 小學館. 1983-7: 210. ISBN 978-4093951012 （日语）.
4. ↑  太田幸夫. . 富士Comtem. 2004-2: 186. ISBN 978-4893915498 （日语）.
5. 1 2  . 地勢堂. 1980-3: 18 （日语）.
6. ↑  宮脇俊三 (编). . JTB Can Books. JTB出版. 2001-7: 34. ISBN 978-4533039072 （日语）.
7. ↑  本久公洋. . 北海道新聞社. 2011-9: 120. ISBN 978-4894536128 （日语）.